# Henri Lehnen
Henri Lehnen (ur. 19 marca 1899 w Strassen, zm. 4 listopada 1963 tamże) – luksemburski sztangista.
Startował na igrzyskach olimpijskich w 1924 w wadze lekkociężkiej, jednakże nie ukończył rywalizacji.